# 国家高山滑雪中心
国家高山滑雪中心（National Alpine Skiing Center，缩写作NASC，别称雪飞燕），位于中国北京市延庆区张山营镇西大庄窠小海坨山，滑雪场地。中心于2019年开业，曾作为2022年冬季奥林匹克运动会的比赛场地之一。

## 简介
国家高山滑雪中心位于北京市延庆区西北部的小海坨山主峰西南坡，西大庄科村东北侧，属于延庆奥林匹克园区（2022年冬季奥林匹克运动会延庆赛区）的一部分，作为冬奥会·高山滑雪项目的比赛场地。
2015年，北京松山国家级自然保护区保护范围调整，将原保护区东侧的小海坨山主峰的东坡和北坡整体调入，将原保护区北部部分区域调出，调整后保护区总面积比原保护区面积增加31%，同时延庆奥林匹克园区被移出保护区范围。
2017年3月，国家高山滑雪中心项目环评报告公示。2017年5月，延庆区环保局顺利完成国家高山滑雪中心项目环保审批。
2021年11月15日，国家高山滑雪中心開始为冬奥会造雪，作为高山滑雪项目的比赛场地。
2022年4月29日，延庆奥林匹克园区向公众开放。同年12月雪季，国家高山滑雪中心作为滑雪场正式对外营业。